# Youngstown (Pennsilvània)
Youngstown és una població dels Estats Units a l'estat de Pennsilvània. Segons el cens del 2000 tenia 400 habitants.

## Demografia
Segons el cens del 2000, Youngstown tenia 400 habitants, 177 habitatges, i 98 famílies. La densitat de població era de 1.544,4 habitants per km².
Dels 177 habitatges en un 24,3% hi vivien nens de menys de 18 anys, en un 40,7% hi vivien parelles casades, en un 7,9% dones solteres, i en un 44,6% no eren unitats familiars. En el 37,3% dels habitatges hi vivien persones soles el 14,7% de les quals corresponia a persones de 65 anys o més que vivien soles. El nombre mitjà de persones vivint en cada habitatge era de 2,24 i el nombre mitjà de persones que vivien en cada família era de 3,04.
Per edats la població es repartia de la següent manera: un 21,5% tenia menys de 18 anys, un 6,3% entre 18 i 24, un 30% entre 25 i 44, un 26,5% de 45 a 60 i un 15,8% 65 anys o més.
L'edat mediana era de 41 anys. Per cada 100 dones de 18 o més anys hi havia 88 homes.
La renda mediana per habitatge era de 31.029$ i la renda mediana per família de 34.167$. Els homes tenien una renda mediana de 26.964$ mentre que les dones 22.188$. La renda per capita de la població era de 14.677$. Entorn del 16,1% de les famílies i el 20,4% de la població estaven per davall del llindar de pobresa.

## Poblacions més properes
El següent diagrama mostra les poblacions més properes.